# Gonocarpus diffusus
Gonocarpus diffusus là một loài thực vật có hoa trong họ Haloragaceae. Loài này được (Diels) Orchard miêu tả khoa học đầu tiên năm 1975.